# 瑞河戏
瑞河戏是高安的古老剧种，始于明初。每年秋冬，各庙庙会都有娱乐活动，先是焚香朝拜，继而抬菩萨出游，后面金童玉女相伴，高跷艺人扮演《西游记》、《封神记》，《日连记》等戏之片断尾随，甚为庄重热闹，晚间还得唱戏娱乐。是时，弋阳腔传到瑞河两岸，一些戏曲艺人吸收融化弋阳腔的剧目，声腔，创造出本地新剧种——瑞河戏。群众亦称大班或高台班。至明万历年间(1573年一1620年)，瑞河戏始盛，清康熙(1662年一1722年)最盛，清嘉庆(1796年一1820年)开始衰败。民国22年(1933年)，由于京剧传入高安，瑞河剧班多数解散，个别剧班改唱京剧，瑞河戏从此衰退。
瑞河戏表演粗犷豪放，动作敏捷刚劲，幅度大，唱腔高亢激昂，清亮流畅，场面喧嚣热闹，声势浩大，并伴有杂技动作，如窜火圈、刀圈、倒挂金钩、打蛋等。